# Nino Beukert
Nino Beukert, (Enschede, 19 april 1988) is een voormalige Nederlands voetballer die voorkeur speelde als een aanvaller.

## Statistieken
| Seizoen | Club            | Land      | Competitie                  | Wed. | Goals |
| ------- | --------------- | --------- | --------------------------- | ---- | ----- |
| 2007/08 | Heracles Almelo | Nederland | Eredivisie                  | 3    | 0     |
| 2008/09 | Heracles Almelo | Nederland | Eredivisie                  | 0    | 0     |
| 2009/10 | SV Meppen       | Duitsland | Oberliga Niedersachsen West | -    | -     |
| 2009/11 | HSC'21          | Nederland | Hoofdklasse C Zondag        | 0    | 0     |
| 2011/12 | SV Bon Boys     | Nederland | 4e Klasse Zondag            | 4    | 7     |
| Totaal  | Totaal          | Totaal    | Totaal                      | 7    | 7     |

Bijgewerkt t/m 30 september 2011. 